# ユニット住宅

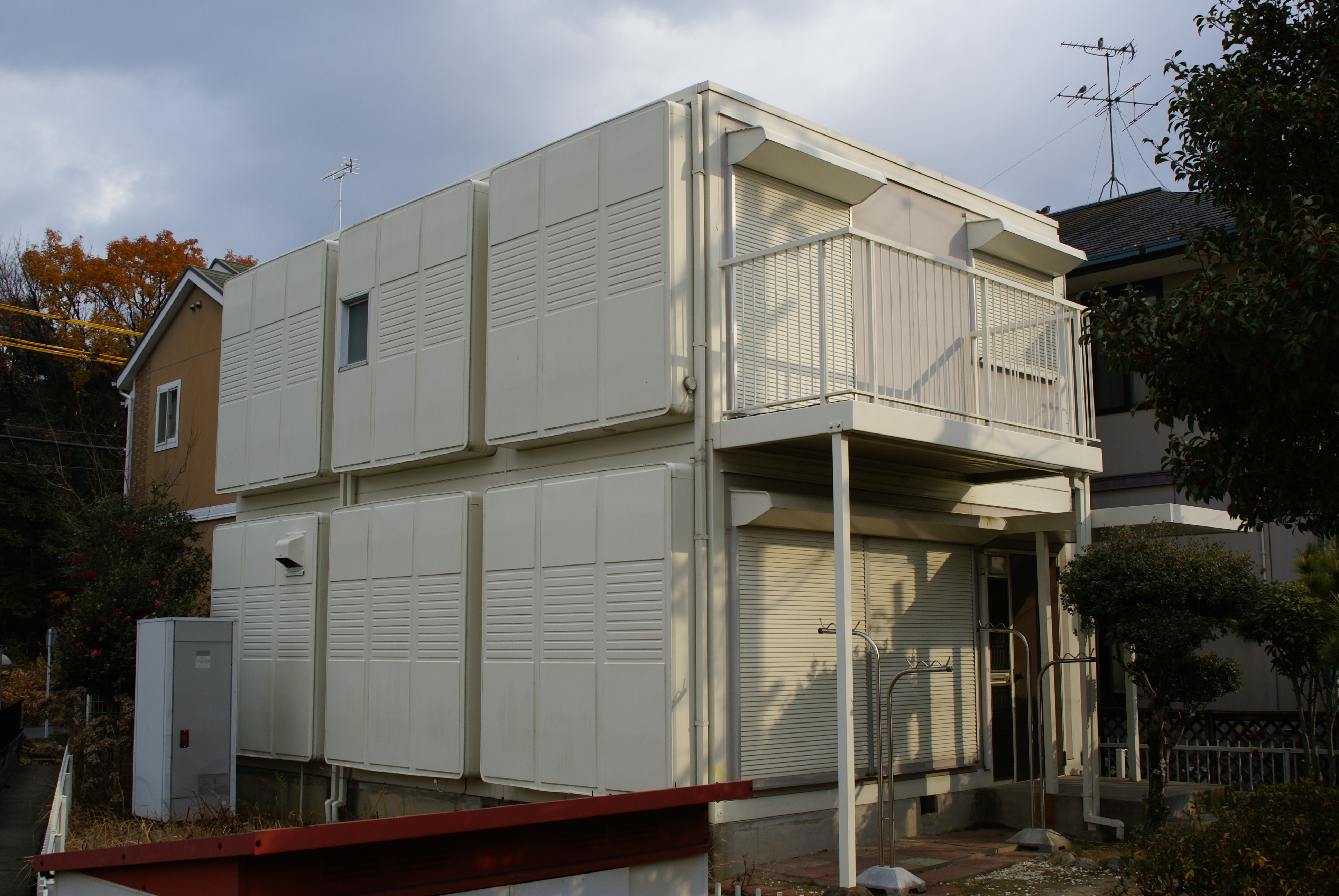
ユニット住宅の例（セキスイハイムMR）

ユニット住宅（ユニットじゅうたく）は、ユニット系のプレハブ住宅である。ユニットハウスともいう。
外見からユニット構造が見えないものも施工技術としてはユニット住宅であるが、一般的にはそれをユニット住宅とは呼ばない。

## 概要
ユニット住宅は、鉄骨構造や木構造等のラーメン構造の箱型のユニットを組み合わせて造る住宅である。工期が短い、ラーメン構造により耐震性が強い、工場での断熱・遮音材の組み込みにより断熱性・遮音性が高いといった特徴を有する。
積水化学工業が、1970年に第1回東京国際グッドリビングショーに出展し、翌1971年に発売したセキスイハイムM1が日本での鉄骨ユニット住宅の第1号である。セキスイハイムM1は、2004年度に、DOCOMOMO JAPAN選定 日本におけるモダン・ムーブメントの建築に選ばれているほか、2013年度には世界で初めて市場で成功したボックスユニットによるプレハブ住宅であるとして、重要科学技術史資料（未来技術遺産）に選定・登録されている。
トヨタホームもユニット住宅を販売しているが、外装で覆われているため施工後は従来工法で建築された住宅と見た目は変わらない。